# Supercoppa di Bulgaria 2005
La Supercoppa di Bulgaria 2005 è stata la 3ª edizione di tale competizione, disputata il 31 luglio 2005 allo Stadio Nazionale Vasil Levski di Sofia. La sfida ha visto contrapposte il Levski Sofia, vincitore del campionato e della coppa nazionale, e il CSKA Sofia, finalista della coppa nazionale. Il Levski Sofia ha avuto la meglio sul CSKA Sofia per 3 a 1 dopo i calci di rigore, conquistando il trofeo per la prima volta nella sua storia.

## Tabellino
| Arbitro: | Kasnaferis |

|                               |                      |                                       |
| Janev 82’                     | Marcatori            | 76’ Topuzakov                         |
| Janev Dah Zadi Gărgorov Iliev | Tiri di rigore 1 – 3 | Topuzakov Telkijski Borimirov Tomašić |